# Lijst van nummer 1-hits in de Nederlandse Top 40 in 2010
Deze hits stonden in 2010 op nummer 1 in de Nederlandse Top 40.
| Nummer | Datum        | Artiest                        | Titel                 |
| ------ | ------------ | ------------------------------ | --------------------- |
| 689    | 2 januari    | Owl City                       | Fireflies             |
|        | 9 januari    | Owl City                       | Fireflies             |
|        | 16 januari   | Owl City                       | Fireflies             |
|        | 23 januari   | Owl City                       | Fireflies             |
|        | 30 januari   | Owl City                       | Fireflies             |
|        | 6 februari   | Owl City                       | Fireflies             |
|        | 13 februari  | Owl City                       | Fireflies             |
|        | 20 februari  | Owl City                       | Fireflies             |
|        | 27 februari  | Owl City                       | Fireflies             |
| 690    | 6 maart      | Train                          | Hey, soul sister      |
|        | 13 maart     | Train                          | Hey, soul sister      |
|        | 20 maart     | Train                          | Hey, soul sister      |
|        | 27 maart     | Train                          | Hey, soul sister      |
|        | 3 april      | Train                          | Hey, soul sister      |
|        | 10 april     | Train                          | Hey, soul sister      |
|        | 17 april     | Train                          | Hey, soul sister      |
| 691    | 24 april     | B.o.B & Bruno Mars             | Nothin' on you        |
|        | 1 mei        | B.o.B & Bruno Mars             | Nothin' on you        |
| 692    | 8 mei        | Stromae                        | Alors on danse        |
|        | 15 mei       | Stromae                        | Alors on danse        |
|        | 22 mei       | Stromae                        | Alors on danse        |
|        | 29 mei       | Stromae                        | Alors on danse        |
|        | 5 juni       | Stromae                        | Alors on danse        |
|        | 12 juni      | Stromae                        | Alors on danse        |
|        | 19 juni      | Stromae                        | Alors on danse        |
|        | 26 juni      | Stromae                        | Alors on danse        |
| 693    | 3 juli       | Yolanda Be Cool & DCUP         | We no speak Americano |
|        | 10 juli      | Yolanda Be Cool & DCUP         | We no speak Americano |
|        | 17 juli      | Yolanda Be Cool & DCUP         | We no speak Americano |
|        | 24 juli      | Yolanda Be Cool & DCUP         | We no speak Americano |
|        | 31 juli      | Yolanda Be Cool & DCUP         | We no speak Americano |
|        | 7 augustus   | Yolanda Be Cool & DCUP         | We no speak Americano |
|        | 14 augustus  | Yolanda Be Cool & DCUP         | We no speak Americano |
|        | 21 augustus  | Yolanda Be Cool & DCUP         | We no speak Americano |
| 694    | 28 augustus  | Travie McCoy & Bruno Mars      | Billionaire           |
| 695    | 4 september  | Swedish House Mafia & Pharrell | One (Your name)       |
|        | 11 september | Swedish House Mafia & Pharrell | One (Your name)       |
| 696    | 18 september | Cee Lo Green                   | F**k you!             |
|        | 25 september | Cee Lo Green                   | F**k you!             |
|        | 2 oktober    | Cee Lo Green                   | F**k you!             |
| 697    | 9 oktober    | Mohombi                        | Bumpy ride            |
| 698    | 16 oktober   | Bruno Mars                     | Just the way you are  |
|        | 23 oktober   | Bruno Mars                     | Just the way you are  |
|        | 30 oktober   | Bruno Mars                     | Just the way you are  |
|        | 6 november   | Bruno Mars                     | Just the way you are  |
|        | 13 november  | Bruno Mars                     | Just the way you are  |
|        | 20 november  | Bruno Mars                     | Just the way you are  |
|        | 27 november  | Bruno Mars                     | Just the way you are  |
|        | 4 december   | Bruno Mars                     | Just the way you are  |
|        | 11 december  | Bruno Mars                     | Just the way you are  |
|        | 18 december  | Bruno Mars                     | Just the way you are  |
|        | 25 december  | Bruno Mars                     | Just the way you are  |